# Bečki novogodišnji koncert 1987.
U jesen 1986. godine, konačno su utvrđene i usvojene nove propozicije nastupa na Bečkom novogodišnjem koncertu. Po njima, svake se godine za pultom Bečke filharmonije smenjuju po principu rotacije, najslavniji dirigenti sa dugogodišnjim iskustvom, svetskom reputacijom, gostujući dirigenti ili umetnički rukovodioci Bečke filharmonije. Period rotacije odnosno, period od jednog do drugog nastupa, za dirigente po pravilu iznosi dve do četiri godine, ređe pet ili više.
Sudbina kao da je htela da prvi dirigent Novogodišnjeg Koncerta po novim propozicijama, bude najveće ime dirigentske umetnosti XX veka, Herbert Fon Karajan. U trenutku ovog značajnog nastupa imao je 79 godina i gotovo šest decenija dugu karijeru ispunjenu grandioznim umetničkim ostvarenjima, kako sa Bečkom, tako i sa Berlinskom filharmonijom. Da mu je u tom trenutku karijera bila na zalasku i da je bio ozbiljno bolestan, svedočili su laka oduzetost jedne noge, otežano kretanje i oslabljena manuelna tehnika, te specijalni naslon na koji se pretežnim delom koncerta naslanjao. Štaviše, od početka do kraja koncerta, nije napuštao dirigentski pult. Ponovni nastup nije dočekao. Umro je u 81 godini, na svom imanju nedaleko od rodnog Salcburga, 16. jula 1989. godine.
Pa ipak, stari maestro se nije predavao. Koncert je bio veoma uspešan i od svih toplo pozdravljen. Još jednom se pokazalo da je u interpretativnom pogledu Karajan do kraja ostao onaj stari.

## Program i tok Koncerta
Koncert je počeo veoma popularnom uvertirom za operetu Slepi miš, Johana Štrausa mlađeg. Filharmoničari su je pod Karajanovim vođstvom izveli izrazito precizno, posebno u brzim dinamičkim i tonskim pokretima i rafinisano na umerenim i mestima u ritmu valcera, koji su karakteristični za srednji deo uvertire. Potom je izveden valcer Zvuci sfera Jozefa Štrausa, a nakon toga Anina polka u francuskom stilu, Johana Štrausa-mlađeg. Izvedena je uz prateću baletsku tačku sa stilizovanim konjskim galopom. Usledio je još jedan valcer Jozefa Štrausa, Delirijum, a potom dve polke: brza polka Zabavni voz Johana Štrausa-mlađeg i Picikato polka, zajednički rad Johana-mlađeg i Jozefa Štrausa. Polka u francuskom stilu Voljena Ana, Johana Štrausa-oca, koja je zatim izvedena, u svim svojim obeležjima je inspirisala mlađeg Johana za pomenutu Aninu polku. Potom je izvedena brza polka Između groma i munje, Johana Štrausa-mlađeg, a vrhunac Koncerta bio je Štrausov valcer Glasovi proleća. Izveden je u svojoj autentičnoj verziji – sa tekstom – koju je kao solista izvela Ketlin Betl-sopran. 

## Tradicionalna Koncertna završnica
Prema završnici koncerta, izvedena je i brza polka Bez uzbuđenja (Ohne Sorgen) Jozefa Štrausa, sa svojim karakterističnim obeležjem: usklicima uzbuđenja nakon udara ksilofona, od strane filharmoničara. Na kraju, posle uobičajene Prosit Neujahr čestitke, usledila je tradicionalna završnica: valcer Na lepom plavom Dunavu izveden je uz prateću baletsku tačku sa koreografijom dunavskih vila. Radecki Marš Johana Štrausa-oca, izveden je uz tradicionalno pljeskanje publike u Zlatnoj Dvorani.

## Završna reč
Osim što ga je prenosilo tada tradicionalno osamnaest Evropskih zemalja, ne računajući brojne vanevropske, ovaj je Koncert stekao široku popularnost upravo zahvaljujući gramofonskim pločama, CD i DVD diskovima na koje je snimljen i koji su u velikim tiražima prodati širom sveta. Najpoznatije je svakako bilo izdanje firme Dojče Gramofon. Koncert je za televiziju režirao Franc Kabelka.